# العلاقات البلغارية الصربية
العلاقات البلغارية الصربية هي العلاقات الثنائية التي تجمع بين بلغاريا وصربيا.

## مقارنة بين البلدين
هذه مقارنة عامة ومرجعية للدولتين:
| وجه المقارنة                                              | بلغاريا                                                                             | صربيا                                                      |
| --------------------------------------------------------- | ----------------------------------------------------------------------------------- | ---------------------------------------------------------- |
| المساحة (كم2)                                             | 110.99 ألف                                                                          | 88.36 ألف                                                  |
| عدد السكان (نسمة)                                         | 7.08 مليون                                                                          | 7.02 مليون                                                 |
| الكثافة السكانية (ن./كم²)                                 | 63.79                                                                               | 79.45                                                      |
| العاصمة                                                   | صوفيا                                                                               | بلغراد                                                     |
| اللغة الرسمية                                             | اللغة البلغارية                                                                     | اللغة الصربية                                              |
| العملة                                                    | ليف بلغاري                                                                          | دينار صربي                                                 |
| الناتج المحلي الإجمالي (بليون دولار)                      | 56.83 مليار                                                                         | 41.43 مليار                                                |
| الناتج المحلي الإجمالي (تعادل القوة الشرائية) بليون دولار | 130.99 مليار                                                                        | 100.13 مليار                                               |
| الناتج المحلي الإجمالي الاسمي للفرد دولار أمريكي          | 8.03 ألف                                                                            | 5.24 ألف                                                   |
| الناتج المحلي الإجمالي للفرد دولار أمريكي                 | 17.21 ألف                                                                           | 13.59 ألف                                                  |
| مؤشر التنمية البشرية                                      | 0.782                                                                               | 0.771                                                      |
| رمز المكالمات الدولي                                      | +359                                                                                | +381                                                       |
| رمز الإنترنت                                              | .bg، .бг ‏                                                                           | .rs، .срб ‏                                                 |
| المنطقة الزمنية                                           | ت ع م+02:00، ت ع م+03:00، أوروبا/صوفيا ‏، توقيت شرق أوروبا، توقيت شرق أوروبا الصيفي ‏ | توقيت وسط أوروبا، ت ع م+01:00، ت ع م+02:00، أوروبا/بلغراد ‏ |

## مدن متوأمة
في ما يلي قائمة باتفاقيات التوأمة بين مدن بلغارية وصربية:
- ترتبط كيوستينديل مع ليسكوفاتس باتفاقية توأمة.
- ترتبط فيدين مع زاييتشار باتفاقية توأمة.
- ترتبط Belogradchik [الإنجليزية]‏ مع Knjaževac [الإنجليزية]‏ باتفاقية توأمة.
- ترتبط فراتسا مع بور باتفاقية توأمة منذ 1966.
- ترتبط Veliko Tarnovo Municipality [الإنجليزية]‏ مع نيش باتفاقية توأمة منذ 1973.[17][18][19][17]
- ترتبط مونتانا مع Pirot [الإنجليزية]‏ باتفاقية توأمة.
- ترتبط Hisarya, Bulgaria [الإنجليزية]‏ مع ألكسيناتش باتفاقية توأمة.
- ترتبط بلوفديف مع ليسكوفاتس باتفاقية توأمة.
- ترتبط فيليكو ترنوفو مع نيش باتفاقية توأمة منذ 30 سبتمبر 2008.[20][20][21][18]
- ترتبط بلفن مع غورنيي ميلانوفاتس باتفاقية توأمة منذ 1999.
- ترتبط برنيك مع Obrenovac [الإنجليزية]‏ باتفاقية توأمة منذ 26 يوليو 1998.[22][23][24][25]
- ترتبط سيليسترا مع ليسكوفاتس باتفاقية توأمة.

## منظمات دولية مشتركة
يشترك البلدان في عضوية مجموعة من المنظمات الدولية، منها:
| علم المنظمة | اسم المنظمة                               | تاريخ انضمام بلغاريا | تاريخ انضمام صربيا |
| ----------- | ----------------------------------------- | -------------------- | ------------------ |
|             | وكالة ضمان الاستثمار متعدد الأطراف        | 23 سبتمبر 1992       | 19 مارس 1993       |
|             | الأمم المتحدة                             | 14 ديسمبر 1955       | 1 نوفمبر 2000      |
|             | الفريق المعني برصد الأرض                  | ?                    | ?                  |
|             | منظمة حظر الأسلحة الكيميائية              | ?                    | ?                  |
|             | منظمة الشرطة الجنائية الدولية             | ?                    | ?                  |
|             | منظمة الأمن والتعاون في أوروبا            | 25 يونيو 1973        | 3 يونيو 2006       |
|             | يونسكو                                    | 17 مايو 1956         | 20 ديسمبر 2000     |
|             | مجلس أوروبا                               | 7 مايو 1992          | 3 أبريل 2003       |
|             | الاتحاد البريدي العالمي                   | ?                    | ?                  |
|             | البنك الدولي للإنشاء والتعمير             | 25 سبتمبر 1990       | 25 فبراير 1993     |
|             | منظمة التعاون الاقتصادي للبحر الأسود      | ?                    | 1 أبريل 2004       |
|             | الاتحاد الدولي للاتصالات                  | 18 سبتمبر 1880       | 1 يونيو 2001       |
|             | مؤسسة التمويل الدولية                     | 22 يوليو 1991        | 25 فبراير 1993     |
|             | المنظمة الأوروبية لسلامة الملاحة الجوية   | 1997                 | 2005               |
|             | المركز الدولي لتسوية المنازعات الاستشارية | 13 مايو 2001         | 8 يونيو 2007       |
|             | مجموعة الموردين النوويين                  | ?                    | ?                  |

## أعلام
هذه قائمة لبعض الشخصيات التي تربطها علاقات بالبلدين:
- برانكو ميركوفيتش (لاعب كرة سلة صربي، 5 أكتوبر 1982 – )
- تانيا تشيروف (لاعبة كرة سلة بلغارية، 26 فبراير 1981 – )
- زوران يانكوفيتش (لاعب كرة قدم بلغاري، 8 فبراير 1974[32] – )
- ستيفان دوسان (26 يوليو 1308 – 20 ديسمبر 1355)
- كونستانتين يوفانوفيتش (13 يناير 1849[33] – 15 فبراير 1923[33])
- نستور ميلوفانوفيتش (لاعب كرة قدم بلغاري، 4 ديسمبر 1974[34] – )

## وصلات خارجية
- موقع وزارة الخارجية البلغارية
- موقع وزارة الخارجية الصربية